# 山崎正雄
山崎 正雄（やまざき まさお、1922年（大正11年）8月25日 - 没年不詳）は、日本の政治家。青梅市長（3期）。

## 来歴
現在の東京都青梅市生まれ。山梨高等工業学校（現・山梨大学工学部）卒。醤油会社に入り、専務、社長となる。青梅商工会議所議員、青梅市議会議員、同副議長、同議長となる。市議時代には全国市議会議長会評議員、関東市議会議長会副会長などを歴任した。1975年（昭和50年）石川要三が辞職。これに伴う市長選挙に立候補し、当選する。1979年（昭和54年）に再選、1983年（昭和58年）に三選した。青梅市長は3期務め、1987年（昭和62年）に退任。翌年青梅商工会議所会頭に就任。1992年（平成4年）に勲三等瑞宝章を受章した。